# جورجينا بورن
جورجينا بورن (بالإنجليزية: Georgina Born)‏ هي عالمة موسيقى وأستاذة جامعية وبروفيسورة وموسيقية بريطانية، ولدت في 15 نوفمبر 1955 في Wheatley, Oxfordshire ‏ في المملكة المتحدة.

## وصلات خارجية
- جورجينا بورن على موقع ميوزك برينز (الإنجليزية)
- جورجينا بورن على موقع ديسكوغز (الإنجليزية)